# (33064) 1997 VS3
1997 VS3 (asteroide 33064) é um asteroide da cintura principal. Possui uma excentricidade de 0.20172450 e uma inclinação de 3.45219º.
Este asteroide foi descoberto no dia 6 de novembro de 1997 por Takao Kobayashi em Oizumi.